# Campeonato Mundial de Ciclismo em Estrada de 1930
Os Campeonatos do mundo de ciclismo em estrada de 1930 celebrou-se na localidade belga de Liège a 30 de agosto de 1930.

## Resultados
| Event                     | Ouro             | Ouro       | Prata          | Prata | Bronze                   | Bronze |
| ------------------------- | ---------------- | ---------- | -------------- | ----- | ------------------------ | ------ |
| Provas masculinas         |                  |            |                |       |                          |        |
| Homens - corrida em linha | Alfredo Binda    | 7h 30' 45" | Learco Guerra  | m.t.  | Georges Ronsse · Bélgica | m.t.   |
| Amador - corrida em linha | Giuseppe Martano | 7h 05' 35" | Eugenio Gestri | m.t.  | Rudolph Risch · Bélgica  | m.t.   |